# ロシアのユダヤ教徒の歴史

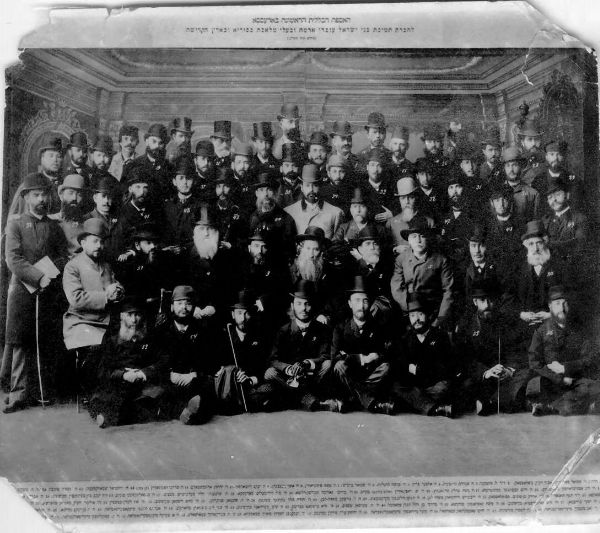
1890年5月にオデッサ委員会の慈善シオニスト団体の最初の全体会議

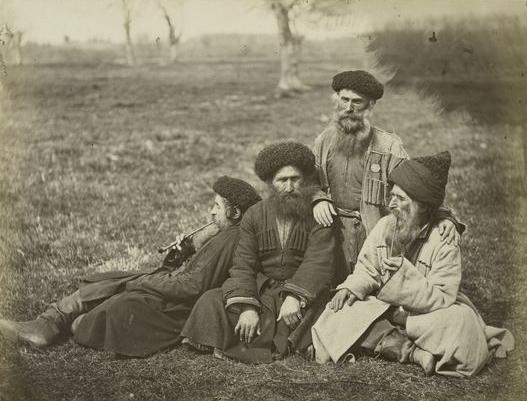
1898年頃のカフカースのユダヤ人

ロシアおよび歴史的に関連する地域におけるユダヤ人の歴史は少なくとも1500年にさかのぼります。この国のユダヤ人は歴史的に大規模な宗教的なディアスポラを形成しており、ロシア帝国の広大な領土は常に世界最大のユダヤ人集団を抱えていました。これらの地域では、さまざまな地域からのアシュケナジムのユダヤ人コミュニティが最初に繁栄し、現代のユダヤ教の多くの独特な神学的および文化的伝統を発展させてきました。同時に、差別的な反ユダヤ主義的な政策や迫害の時期に直面してきました。ロシアのユダヤ人の中で最大のグループはアシュケナジムですが、このコミュニティには他の多くのユダヤ人ディアスポラグループも含まれており、それには山岳ユダヤ人、セファルディム（イベリア系の祖先を持つユダヤ人）、クリミアのカライ派、クリムチャク、ブハラおよびジョージアのユダヤ人が含まれます。